# Нас (филм)
„Нас“ (на английски: Us) е американски филм на ужасите от 2019 г., написан и режисиран от Джордан Пийл, с участието на Лупита Нионг'о, Уинстън Дюк, Елизабет Мос и Тим Хайдекер.